# Vallesa de la Guareña
Vallesa de la Guareña là một đô thị trong tỉnh Zamora, Castile và León, Tây Ban Nha. Theo điều tra dân số 2004 (INE), đô thị này có dân số là 163 người.